# カイル・マクドナルド

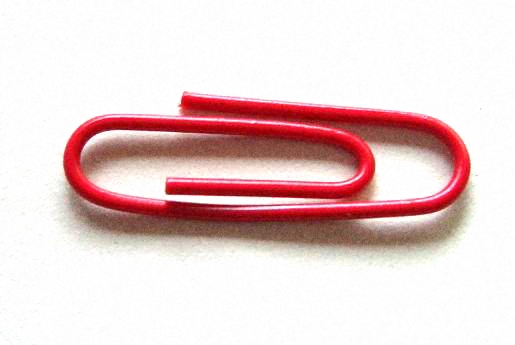
最初にカイルが持っていた赤いクリップ

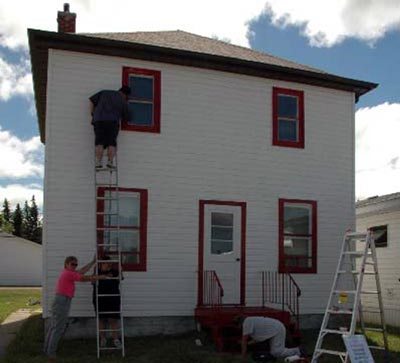
交換を重ねて最後に手に入れた家

カイル・マクドナルド（Kyle MacDonald、1979年10月3日-）はカナダ、ブリティッシュコロンビア州ベルカラ生まれのカナダ人。インターネット上で、赤いペーパークリップを物々交換し、マイホームを手に入れるという「赤いペーパークリップ・プロジェクト」を始めた人物である。彼は、子どもの頃から「もっと大きくて、もっと良いもの」(Bigger and Better)と呼ぶ交換ゲームのイメージを抱いていたという。
カイルは、2005年7月12日にインターネットの物々交換サイト「クレイグスリスト」（Craigslist）に赤いペーパークリップとの交換のメッセージを掲載。これを一年後の2006年7月12日までに一戸建ての家にまで交換していきたいと希望した。彼の交換の足取りは「赤いペーパークリップ」に掲載されている。
カイルはブリティッシュコロンビア大学で地理学を学び、世界中の南極大陸を含む40の国々を旅してきた。彼の旅行体験の中には、シドニーでスクーターでピザの配達、西オーストラリアでオフロード・バイクでの羊飼いの仕事、タイのバンコクでの偽イタリア人サッカー選手、カンボジアでは機関銃を撃ちまくり、エクアドルのガラパゴス諸島では100枚の葉書を一度に配達、3日間だけノースウエスト準州イエローナイフに引越し、有名なホッキョクグマのかたちをしたナンバー・プレートを手に入れた。そして、旅に出て一年目にあたる2006年7月12日、サスカチュワン州のキプリング (Kipling,_Saskatchewan) で俳優コービン・バーンセンの映画に出演する権利と引き換えにキプリングから二階建ての一軒家を手に入れた。マクドナルドは、同市の一日市長に任命される予定。また市は、世界最大の赤いクリップを製作するとも発表している。

## メディアによる報道
カイルの交換は、CBC、CNN、バンクーバーのラジオ局、G4テックTV・カナダ、その他の地方局や外国のメディアなどで紹介された。特にキルシス・インターナショナル・カーニバルソサエティ（Kilsyth International Carnival Society、略称：KICS）は、彼の大ファンでサイトには彼のコーナーも設けている。
彼は、日本でフジテレビの「奇跡体験!アンビリバボー」にも2006年6月8日に出演した。2008年12月25日の同番組、「アンビリ奇跡の瞬間100 2時間スペシャル」でもカイルが紹介された。

## 参考
- フジテレビ 奇跡体験!アンビリバボー 仰天現代版わらしべ長者 2006/06/08
- フジテレビ 奇跡体験!アンビリバボー 「アンビリ奇跡の瞬間100 2時間スペシャル」2008/12/25